# Bob Riley
Robert Renfroe Riley, född 3 oktober 1944 i Ashland, Alabama, är en amerikansk republikansk politiker som var guvernör i Alabama från 2003 till 2011.
Han studerade företagsekonomi vid University of Alabama. Han var ledamot av USA:s representanthus 1997–2003.
I 2002 års guvernörsval besegrade han den sittande guvernören Don Siegelman. Riley omvaldes 2006.
Riley och hans fru Patsy har fyra barn och fyra barnbarn. Riley är baptist.